# Blåväppling
Blåväppling (Trigonella caerulea) är en ärtväxtart som först beskrevs av Carl von Linné, och fick sitt nu gällande namn av Nicolas Charles Seringe. Enligt Catalogue of Life ingår Blåväppling i släktet trigonellor och familjen ärtväxter, men enligt Dyntaxa är tillhörigheten istället släktet trigonellor och familjen ärtväxter. Arten förekommer tillfälligt i Sverige, men reproducerar sig inte. Inga underarter finns listade i Catalogue of Life.

## Användning
Blåväppling används som smaksättning i den schweiziska osten Schabziger. Den är även användbar i hemgjorda pålägg, som brödkrydda, i osträtter, i dippsåser, andra såser och soppor. Framför allt används den i Schweiz och Sydtyrolen, men även i Tyskland, bland annat. i den rhenländska rätten "Himmel und Erde", d.v.s. potatismos med inblandning av äpplen.
Blåväppling är släkt med bockhornsklöver, men mildare i smaken. Den skördas genom att skära av plantan cirka 15 centimeter ovan jord under tidig blomning. Detta torkas sedan och mals till ett fint pulver, som utgör själva kryddan. Även fröna kan ibland användas.
Torkade blad kan användas till örtte och de torkade fröna kan användas i kryddblandningar som exempelvis adjika.
Blåväppling odlas också som foderväxt runtom i Europa.

## Bildgalleri

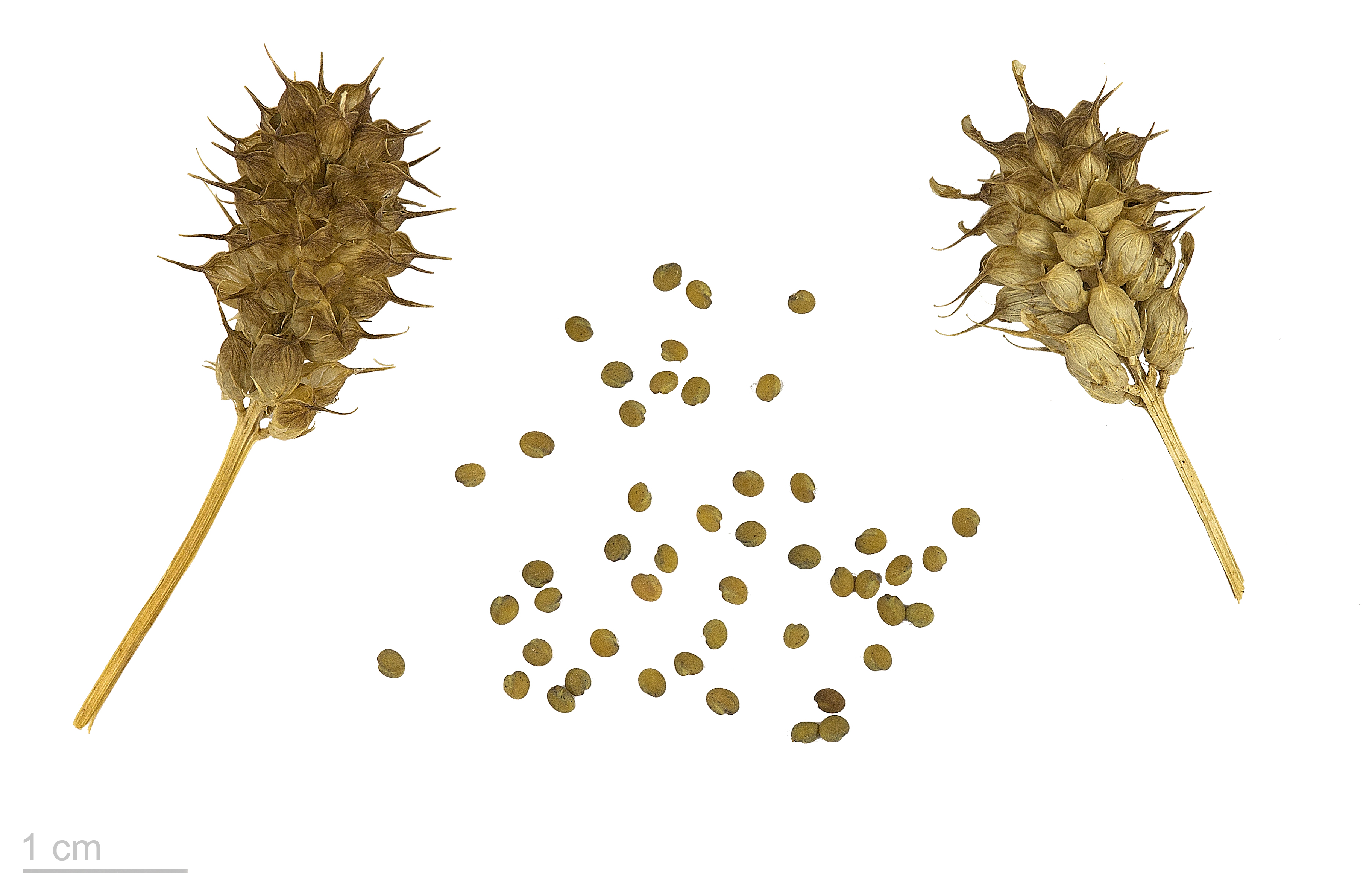
Trigonella caerulea - Museum specimen